# Wereldkampioenschappen schermen 2000
De 48ste wereldkampioenschappen schermen werden gehouden in Boedapest, Hongarije in 2000. De organisatie lag in de handen van de FIE. Aangezien in dit jaar ook de Olympische Spelen in Sydney plaatsvonden, werd de enige competitie die daar niet op het programma stond, sabel voor vrouwen, in Boedapest geschermd.

## Resultaten

### Vrouwen
| Discipline        | Goud                                            | Goud | Zilver                                                     | Zilver | Brons                                                            | Brons   |
| ----------------- | ----------------------------------------------- | ---- | ---------------------------------------------------------- | ------ | ---------------------------------------------------------------- | ------- |
| Sabel individueel | Jelena Zjemajeva                                | AZE  | Ilaria Bianco                                              | ITA    | Sandra Benad Anne-Lise Touya                                     | GER FRA |
| Sabel ploegen     | Christine Becker Nicole Mustilli Mariel Zagunis | USA  | Ilaria Bianco Anna Ferraro Gioia Marzocca Alessia Tognolli | ITA    | Cécile Argiolas Magali Carrier Ève Pouteil-Noble Anne-Lise Touya | FRA     |

## Medaillespiegel
| Plaats | Land             | Goud | Zilver | Brons | Totaal |
| 1      | Azerbeidzjan     | 1    | 0      | 0     | 1      |
| 1      | Verenigde Staten | 1    | 0      | 0     | 1      |
| 3      | Italië           | 0    | 2      | 0     | 2      |
| 4      | Frankrijk        | 0    | 0      | 2     | 2      |
| 5      | Duitsland        | 0    | 0      | 1     | 1      |
| Totaal | Totaal           | 2    | 2      | 3     | 7      |

1937 · 1938 · 1947 · 1948 · 1949 · 1950 · 1951 · 1952 · 1953 · 1954 · 1955 · 1956 · 1957 · 1958 · 1959 · 1961 · 1962 · 1963 · 1965 · 1966 · 1967 · 1969 · 1970 · 1971 · 1973 · 1974 · 1975 · 1977 · 1978 · 1979 · 1981 · 1982 · 1983 · 1985 · 1986 · 1987 · 1988 · 1989 · 1990 · 1991 · 1992 · 1993 · 1994 · 1995 · 1997 · 1998 · 1999 · 2000 · 2001 · 2002 · 2003 · 2004 · 2005 · 2006 · 2007 · 2008 · 2009 · 2010 · 2011 · 2012 · 2013 · 2014 · 2015 · 2016 · 2017 · 2018 · 2019 · 2022 · 2023